# Somewhere in France
Somewhere in France è un film muto del 1916 diretto da Charles Giblyn.
Ambientato in Francia durante la prima guerra mondiale, è un film di spionaggio che ha come interpreti Louise Glaum e Howard C. Hickman. Prodotto da Thomas H. Ince, è tratto dal romanzo di Richard Harding Davis che era apparso a puntate sul Saturday Evening Post.

## Trama
In Francia, durante la prima guerra mondiale, la fascinosa Marie Chaumontel è una spia al soldo dei tedeschi. Mette mano ai segreti militari, seducendo alti ufficiali del comando francese e abbandonando poi i suoi amanti quando questi non le servono più.
Uno di loro, il capitano Henry Ravignac - cui lei è riuscita a sottrarre dei documenti - viene processato e condannato per negligenza. Per il disonore, l'uomo si uccide.
Il fratello di Ravignac, Charles, giovane ufficiale dell'esercito, giura di vendicarlo. Fingendosi una spia, si offre di lavorare per i tedeschi. Diventato l'assistente di Marie, viene usato dalla falsa contessa come autista. Quando Charles riesce a raccogliere le prove dell'attività della donna, Marie viene arrestata e Ravignac salutato come un eroe.

## Produzione
Il film fu prodotto dalla Kay-Bee Pictures e dalla New York Motion Picture.

## Distribuzione
Distribuito dalla Triangle Distributing, il film uscì nelle sale cinematografiche statunitensi il 29 ottobre 1916.